# Cofano portabandiera

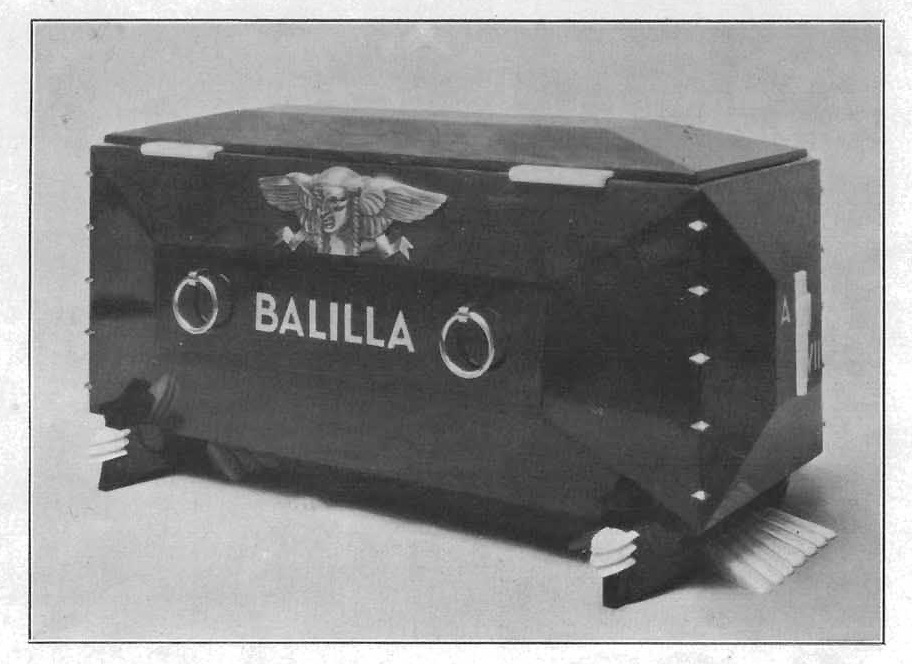
Il cofano portabandiera del sommergibile Balilla (1930)

Il cofano portabandiera è un contenitore nel quale viene custodita una bandiera di guerra che si trova a bordo di ogni nave militare, che la riceve alla sua entrata in servizio.
Il cofano portabandiera è installato nell'alloggio del comandante e dell'ammiraglio.

## Descrizione

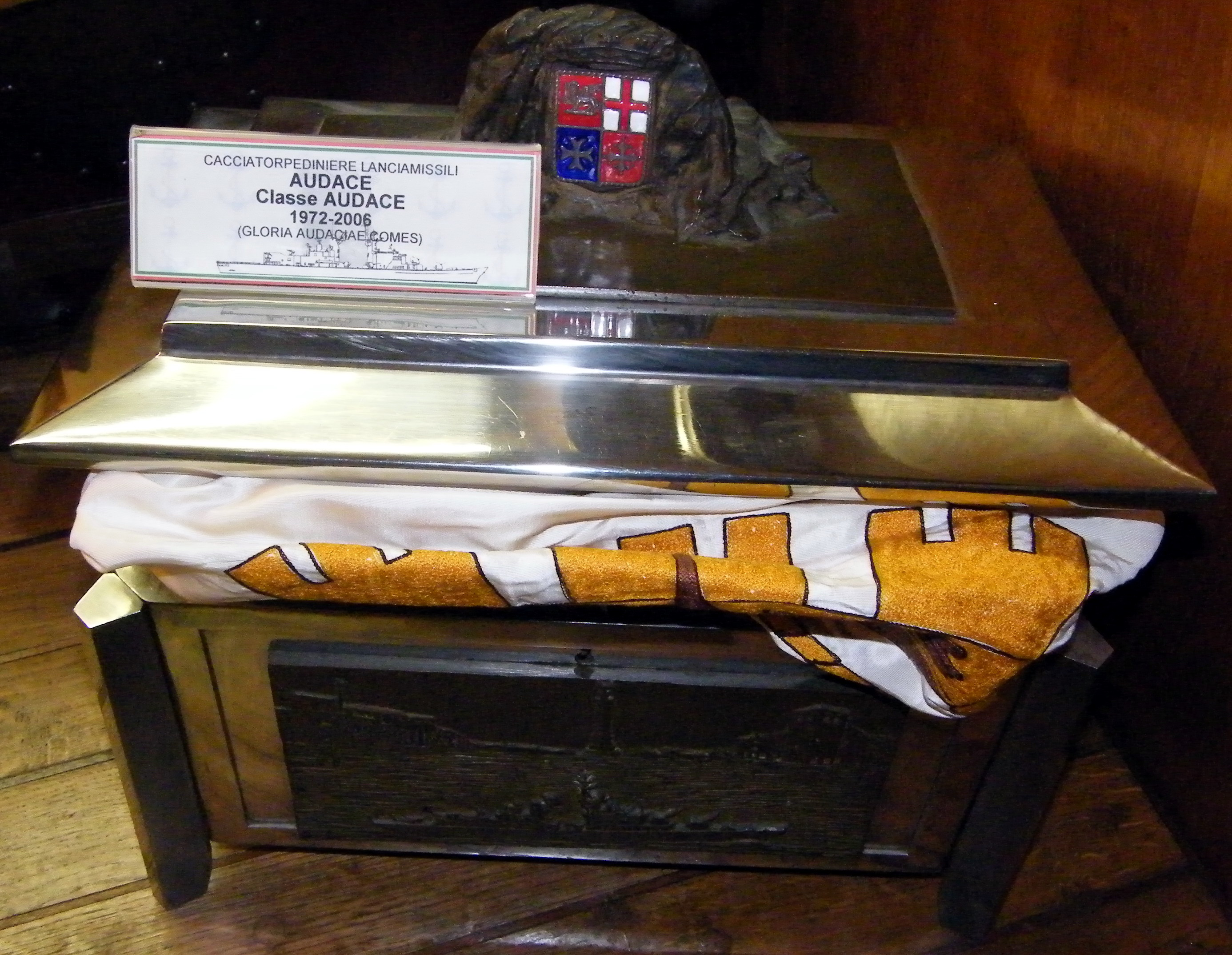
Cofano portabandiera del cacciatorpediniere Audace (1971) conservato presso il Sacrario delle Bandiere al Vittoriano

È antica usanza presso la Marina Militare che il cofano e la bandiera di combattimento in esso contenuta siano donati da quelle istituzioni che abbiano un legame diretto con il nome della nave. 
Quando l'unità viene posta in disarmo al termine del servizio, il cofano e la bandiera di combattimento vengono consegnate al Sacrario delle Bandiere delle Forze Armate al Vittoriano di Roma., presso il quale sono esposti al pubblico 220 cofani fra i quali alcuni particolarmente pregiati.
Nel caso della Marina Militare italiana non sono fissate norme precise riguardo alla realizzazione del cofano perciò, nel corso dei secoli a partire dalla metà del XIX secolo, i cofani portabandiera hanno spesso assunto un rilevante valore artistico per via della ricchezza del disegno, dei materiali utilizzati e degli esecutori che li hanno realizzati. 
Ne sono esempi il cofano del sottomarino Balilla, varato nel 1928, realizzato dal celebre architetto Enrico Del Debbio (1891-1973) in materiali preziosi come oro, avorio ed ebano; il cofano dell'incrociatore coloniale Basilicata (1914-1921), opera dello scultore Vito Pardo;  quello della pirofregata Roma (1865-1896) scolpito da Ermenegildo Luppi; i cofani del cacciatorpediniere Folgore, affondato in combattimento nel 1942, e dell'incrociatore Scipione Africano (1941-1982), entrambi opere del celebre scultore Publio Morbiducci; il cofano dell'incrociatore Duca degli Abruzzi, scolpito da Giorgio Ceragioli nel 1937.